# Райли, Люсинда
Люсинда Райли (англ. Lucinda Riley, 16 февраля 1965 — 11 июня 2021) — британская писательница и актриса, автор любовно-исторических романов.

## Биография
Люсинда Кейт Эдмондс родилась в Лисберне в Северной Ирландии и провела детство в деревне Драмбег. Затем она жила в Англии и изучала актёрское мастерство и балет в Лондоне. В 16 лет она получила первую роль в телесериале BBC, и с тех пор неоднократно снималась в кино и на телевидении. В 1988 году Люсинда вышла замуж за актёра Оуэна Уиттекера. Заболев мононуклеозом, она прекратила актёрскую деятельность и решила посвятить себя литературному творчеству: её первый роман «Любовники и игроки» был опубликован в 1992 году. Однако через несколько лет её литературная деятельность прервалась: писательница воспитывала детей и вступила в новый брак (в 2000 году она вышла замуж за предпринимателя Стивена Райли). После 2010 года возобновила писательскую деятельность и публиковалась под именем «Люсинда Райли». Первый роман этого периода — «Дом орхидей» (в русском переводе — «Цветы любви, цветы надежды») был переведён на 34 языка.
Люсинда Райли скончалась 11 июня 2021 года вследствие рака пищевода. 

## Творчество
В 2012 году писательница приступила к работе над своим наиболее известным произведением — циклом романов «Семь сестёр», который был вдохновлён греческим мифом о созвездии Плеяд. В романах Райли семь сестёр Деплеси, которых усыновил загадочный миллионер Па Солт разыскивают своих родных в разных странах мира. По признанию писательницы, прототипом приёмного отца девушек послужил её собственный отец, Дональд Эдмондс, который много путешествовал. Майя ищет родных в Бразилии («Семь сестёр»), Алли — в Норвегии («Сестра ветра»), Стар — в Англии («Сестра тени»), Сиси — в Австралии («Сестра жемчуга»), Тигги — в Испании («Сестра луны»), Электра — в Африке («Сестра солнца»); седьмая сестра живёт в Ирландии («Потерянная сестра»).
Восьмая книга, посвящённая Па Солту, дописана сыном писательницы, Генри Уиттекером. Книги серии становились бестселлерами как на английском, так и в переводе. «Потерянная сестра» была продана в количестве около 500 тысяч экземпляров, и стала бестселлером в Великобритании, Австралии, Новой Зеландии и ЮАР.

### Под именем Люсинда Эдмондс
- Lovers and Players (1992) — русский перевод — "Ангел в аду"[9]
- Hidden Beauty (1993)
- Enchanted (1994) — русский перевод — "Зачарованная"[10]
- Not Quite an Angel (1995)
- Aria (1996)
- Losing You (1997)
- Playing With Fire (1998)
- Seeing Double (2000)

### Под именем Люсинда Райли
- The Orchid House (другое название — Hothouse Flower) (2010) — русский перевод — «Цветы любви, цветы надежды»[11]
- The Girl on the Cliff (2011) — русский перевод — «Танец судьбы»[12]
- The Light Behind the Window (другое название — The Lavender Garden) (2012) — русский перевод — «Лавандовый сад»[13]
- The Midnight Rose (2013) — русский перевод — «Полуночная роза»[14]
- The Angel Tree (2014) - русский перевод — «Древо ангела» (2024)
- The Italian Girl (новый вариант романа Aria) (2014) — русский перевод — «Девушка из Италии»
- The Olive Tree (другое название — Helena’s Secret) (2016) — русский перевод — «Оливковое дерево»[15].
- The Love Letter (новый вариант романа Seeing Double) (2018) — русский перевод — «Любовное письмо»[16]
- The Butterfly Room (2019) — русский перевод — «Комната бабочек»[17]
- The Murders at Fleat House (2022) - русский перевод — «Убийства во Флит-Хаусе» (2024)[18]

### Серия «Семь сестёр»
- The Seven Sisters (2014), русский перевод — «Семь сестёр»
- The Storm Sister (2015) — русский перевод — «Сестра ветра»
- The Shadow Sister (2016) — русский перевод — «Сестра тени»
- The Pearl Sister (2017) — русский перевод — «Сестра жемчуга»
- The Moon Sister (2018) — русский перевод — «Сестра луны»
- The Sun Sister (2019) — русский перевод — «Сестра солнца»
- The Missing Sister (2021) — русский перевод — «Потерянная сестра»
- Atlas. The Story of Pa Solt (2022) — русский перевод — «Атлас. История Па Солта» совместно с Гарри Уитаккером